# Kalevi Niemineva
Kaarlo Kalevi Niemineva, född 10 september 1921 i Helsingfors, död 26 december 1979 i Åbo, var en finländsk läkare.
Niemineva blev specialist i gynekologi och obstetrik 1953 och i gynekologisk strålterapi 1956 samt medicine och kirurgie doktor 1970. Han publicerade medicinhistoriska skrifter, bland annat om Finlands tidigaste doktorsavhandlingar samt över gynekologen Otto Engström. 